# Sole O
Sole O (Soleil Ô) è un film del 1967 diretto da Med Hondo.

## Riconoscimenti
- 1970 - Locarno Festival
  - Pardo d'oro